# 추락하는 한국교회
《추락하는 한국교회》는 이상성 연세대학교 연합신학대학원 교수가 저술한 개신교 신학서적이다. 이 서적에서는 한국 개신교회를 신학, 선교, 윤리 등 여러 주제로 비평하며, 근본주의 신학, 목회자의 비윤리적 행위, 보수화된 교회와 신도, 안하무인적 선교 등이 문제라고 진단한다. 또한 다양한 문화의 배제, 여성과 소수자 차별, 교회 세습, 타 종교와의 갈등 조장의 문제 등을 지적한다. 한국 개신교회가 근본주의적인 폐쇄성에서 벗어나, 자유로움과 개방성을 가져야 한다는 것이 책의 주제이다. 인물과 사상사에서 출판하였다.

## 주요내용
이상성은 십일조가 비성서적이라고 단언하고 있으며 한국 개신교회의 추락의 이유는 근본주의라고 설명한다. 구체적으로는 근본주의 신학 즉, 성서의 모든 글자가 하나님의 영감에 의해 기록됐다는 축자영감설을 신봉하면서, 선택적으로 일부분만 따르는 모순을 지적하고 있으나 역사적으로 부흥한 시대 교회들의 몰락에 관한  반복되는 역사적 관점은 다루고 있지 못한 한계를 지닌다.
연세대신학답게 자유주의 신학과 민중신학의 신봉자이며 반미적 특징을 주로 하는 저서이다.

## 차례
- 머리말
- 1부) 깨어나라, 한국 교회
- 01.한국의 교회는 문제덩어리 종합선물세트
  - 지금은 30년 전 미국 교회의 몰락을 기억할 때
  - 정녕 예수께선 처녀 몸에서 탄생하셨나?
  - 과학을 등진 교회의 행로
  - 교세 확장이라면 영혼도 팔 작정인가
  - 죽음도 불사한 해외 선교
  - 한국 기독교의 비상을 위해
- 02.잘못된 종말론을 낳은 엉터리 성경 해석!
  - 십일조를 내면 곳간이 넘친다?
  - 하나님이 행하신 신비의 기적과 거짓말
  - 혹세무민의 종말론과 예수 재림설
  - 성경이 말한 종말론의 참뜻
  - 성서 해석에 관한 6개의 시선
  - 올바른 성서 해석을 위해 알아야 할 기본 조건
- 03.우주는 창조되고 진화해왔다
  - 창조냐 진화냐는 선택이 아니다
  - 과학적 우주론과 창조론의 싸움
  - 과학과 종교가 만나는 접점 찾기!
- 04.지구상의 다양한 삶과 문화를 배척하는 기독교
  - 종교적 신앙과 결혼
  - 한국 개신교 성공의 근원
  - 배타성은 종교의 독약
  - 성서는 과연 배타성을 지지하는가?
  - 종교와 문화의 관계를 알자
  - 종교다원주의를 향하여
- 2부) 신을 향한 참된 믿음 회복하기!
- 01.모순투성이 교리를 심판대에 올려라
  - 예수에 대한 기독론 논쟁을 해부한다
  - 동정녀 탄생설이란 무엇인가?
  - 천국과 지옥에 대하여
  - 기독교는 다른 종교와 혼합되었다
  - 여성주의가 개신교회를 구한다
- 02.보수화된 교회와 신도들이 문제다
  - 보수의 실체와 구체성
  - 보수가 망치는 한국 교회
  - 보수 기독교의 윤리적 타락
  - 통일을 가로막는 한국 교회
  - 미국 선교사에 대한 오해
  - 조선 기독교회의 탈정치의 정치화
  - 변화만이 살 길이다
- 3부)신학이 비추는 신앙의 길을 찾아
- 01.선교란, 타인을 가슴으로 받아들이는 일
  - 중국 선교의 문제와 중국의 철학사상
  - 필리핀의 식민지배 아픔과 선교
  - 인도네시아와 기독교
  - 신들의 땅, 인도｜아프리카 지역의 역사 문화적 배경
- 02.기독교윤리가 실종된 해외선교가 재앙을 부른다
  - 중국 선교의 윤리적 문제
  - 90% 이상이 기독교인인 필리핀에서의 선교
  - 이슬람 지역 선교는 일종의 폭력이다
- 03. 참된 하나님의 선교(Missio Dei)란 무엇인가?
  - 선교의 의미를 음미해보면
  - 하나님의 선교가 최선책이다
  - 복음 전파와 순교
  - 순교에 관한 오해, 그리고 진실
  - 인간생명에 대한 가치는 변하고 있다
  - 순교는 더 이상 미화될 수 없다
- 04. 종교다원주의를 넘어서 종교간 연대로
  - 종교다원주의를 넘어서야 한다
  - 종교간 연대는 상생의 길이다
  - 하나를 향해 나아가는 세상을 만들자
- 05. 변화하는 기독교가 세상을 구원한다
  - 민중신학은 보배다
  - 자유주의 신학은 기본이다
  - 포스트모던 사상 및 과학과의 대화는 미래다
  - 사회 윤리를 확보하자
  - 교회 내에서의 사회윤리를 세우자
  - 선교에 대한 새로운 인식을 넓혀야 한다
  - 통일에 대한 적극적 참여는 교회의 사명이다
  - 문화를 적극적으로 만들어 나가자